# 馬塞爾·扎比策
馬塞爾·扎比策（德語：Marcel Sabitzer；1994年3月17日—）是一位奧地利足球運動員。主要司职進攻中場，但能擔任前場或中場任何位置。現效力德甲球隊多蒙特，并代表奥地利參加国际比賽。他曾效力於奥超球隊萨尔茨堡红牛。

## 俱樂部生涯

### 拜仁慕尼黑
2021年8月30日，扎比策以1600萬歐元的轉會費與德甲冠軍拜仁慕尼黑簽訂了一份為期四年的合約。

### 曼聯（外借）
2023年1月31日，曼聯宣佈從拜仁慕尼黑租借沙比薩半年。是次借人被外界視為用作暫時取代重傷需休養至少三個月的基斯甸·艾歷臣。

## 國家隊生涯
2012年6月5日，扎比策在與羅馬尼亞的友誼賽中首次代表奧地利出場。

## 榮譽

### 俱樂部
薩爾斯堡紅牛
- 奧超：2014–15
- 奧地利盃：2014–15

 拜仁慕尼黑
- 德甲冠軍：2021–22
- 德國超級盃冠軍：2022

 曼联
- 英格蘭足球聯賽盃冠軍：2022–23[5]

 多特蒙德
- 歐洲聯賽冠軍盃亞軍：2023–24

### 個人
- 奧地利足球先生：2017
- 歐洲冠軍聯賽 最佳陣容：2019–20[6]

## 外部連結
- 馬塞爾·扎比策在BDFutbol中的档案
- Soccerway資料庫：馬塞爾·扎比策